# Clay Stone Briggs
Clay Stone Briggs, född 8 januari 1876 i Galveston, Texas, död 29 april 1933 i Washington, D.C., var en amerikansk politiker (demokrat). Han var ledamot av USA:s representanthus från 1919 fram till sin död.
Briggs är begravd på Oakwood Cemetery i Syracuse, New York.